# HRT F111
HRT F111 – bolid teamu HRT na sezon 2011, zaprojektowany i wybudowany przez HRT. Został on zaprezentowany 11 marca 2011 w hiszpańskiej Barcelonie.

## Starty
| Sezon | Konstruktor  | Nr  | Kierowcy           | Wyniki w poszczególnych eliminacjach | Wyniki w poszczególnych eliminacjach | Wyniki w poszczególnych eliminacjach | Wyniki w poszczególnych eliminacjach | Wyniki w poszczególnych eliminacjach | Wyniki w poszczególnych eliminacjach | Wyniki w poszczególnych eliminacjach | Wyniki w poszczególnych eliminacjach | Wyniki w poszczególnych eliminacjach | Wyniki w poszczególnych eliminacjach | Wyniki w poszczególnych eliminacjach | Wyniki w poszczególnych eliminacjach | Wyniki w poszczególnych eliminacjach | Wyniki w poszczególnych eliminacjach | Wyniki w poszczególnych eliminacjach | Wyniki w poszczególnych eliminacjach | Wyniki w poszczególnych eliminacjach | Wyniki w poszczególnych eliminacjach | Wyniki w poszczególnych eliminacjach | Wyniki kierowców | Wyniki kierowców | Wyniki konstruktora | Wyniki konstruktora |
| Sezon | Konstruktor  | Nr  | Kierowcy           | AUS                                  | MYS                                  | CHN                                  | TUR                                  | ESP                                  | MCO                                  | CAN                                  | EUR                                  | GBR                                  | DEU                                  | HUN                                  | BEL                                  | ITA                                  | SGP                                  | JPN                                  | KOR                                  | IND                                  | ARE                                  | BRA                                  | Punkty           | Pozycja          | Punkty              | Pozycja             |
| ----- | ------------ | --- | ------------------ | ------------------------------------ | ------------------------------------ | ------------------------------------ | ------------------------------------ | ------------------------------------ | ------------------------------------ | ------------------------------------ | ------------------------------------ | ------------------------------------ | ------------------------------------ | ------------------------------------ | ------------------------------------ | ------------------------------------ | ------------------------------------ | ------------------------------------ | ------------------------------------ | ------------------------------------ | ------------------------------------ | ------------------------------------ | ---------------- | ---------------- | ------------------- | ------------------- |
| 2011  | HRT Cosworth | 22. | Narain Karthikeyan | NZ                                   | NU                                   | 23                                   | 21                                   | 21                                   | 17                                   | 17                                   | 24                                   | -                                    | -                                    | -                                    | -                                    | -                                    | -                                    | -                                    | -                                    | 17                                   | -                                    | -                                    | 0                | 26               | 0                   | 11                  |
| 2011  | HRT Cosworth | 22. | Daniel Ricciardo   | -                                    | -                                    | -                                    | -                                    | -                                    | -                                    | -                                    | -                                    | 19                                   | 19                                   | 18                                   | NU                                   | NS                                   | 19                                   | 22                                   | 19                                   | 18                                   | NU                                   | 20                                   | 0                | 27               | 0                   | 11                  |
| 2011  | HRT Cosworth | 23. | Vitantonio Liuzzi  | NZ                                   | NU                                   | 22                                   | 22                                   | NU                                   | 16                                   | 13                                   | 23                                   | 18                                   | NU                                   | 20                                   | 29                                   | NU                                   | 20                                   | 23                                   | 21                                   | -                                    | 20                                   | NU                                   | 0                | 23               | 0                   | 11                  |